# Hadithen om De tolv efterträdarna
Hadithen om De tolv efterträdarna, eller De tolv kaliferna (arabiska: حديث الاثني عشر خليفة, translit. ḥadīth al-ithnā ‘ashar khalīfah), är en islamisk profetia som tillskrivs Muhammed. Den är mycket populär bland tolv-imam-shiiter, eftersom de tolkar att profetian fulländades av de tolv imamerna. Hadithen (klassad som autentisk) är vitt accepterad av alla muslimska grupper, men dess tolkning varierar kraftigt.
I Sahih Muslim har det återberättats från Muhammed att kalifatet inte kommer att upphöra förrän det har varit tolv kalifer bland dem (muslimerna), och att alla av kaliferna kommer att vara från Qureish. I Sahih Bukhari har det återberättats från Muhammed att det kommer att finnas tolv emirer.